# 番禺 (人物)
番禺，是為帝俊曾孫，是為奚仲之父。番禺在傳說中是個大發明家，成功研製了舟，解決了當時水上運輸的困難。造舟成功後，番禺又準備造車，花費了幾年的精力也沒成功。番禺積勞成疾不幸去世，其兒子奚仲繼承父親的遺志，決心把車造成，為人們解決陸路交通運輸困難。河南省平輿古有輿侯祠，又名三聖祠，鄉人俗稱三聖廟，是為紀念番禺造舟、兒子奚仲造車、孫子吉光馴馬的，被尊為摯地「三聖」，其三人分別被稱為舟神、車神、馬神，長年祭拜。